# Christian Justus Friedrich Traun
Christian Justus Friedrich Traun (* 13. Januar 1804 in Hanau; † 18. Juli 1881 in Frankfurt am Main) war ein deutscher Kaufmann und Fabrikant.

## Leben
Traun war zunächst als Kaufmann tätig und fungierte dann als Privatsekretär der Herzogin von Cambridge in Hannover. 1836 trat er in die Hamburger Fabrik H. C. Meyer jr. ein. Das Unternehmen gehörte seinem Schwiegervater Heinrich Christian Meyer und produzierte unter anderem Spazierstöcke. Nach dem Tod des Schwiegervaters im Jahre 1848 leitete Traun das Unternehmen gemeinsam mit dessen Sohn Heinrich Adolph Meyer und später auch mit dem gleichnamigen Sohn Heinrich Christian Meyer. Miteinander gründeten sie 1856 die Harburger Gummi-Kamm-Fabrik. Trauns ältester Sohn Heinrich Traun trat 1863 in die Firma ein und Heinrich Adolph Meyer verließ 1864 das Unternehmen um einen Betrieb für Elfenbeinprodukte zu gründen. 1870 schied Traun aus dem Geschäft aus.

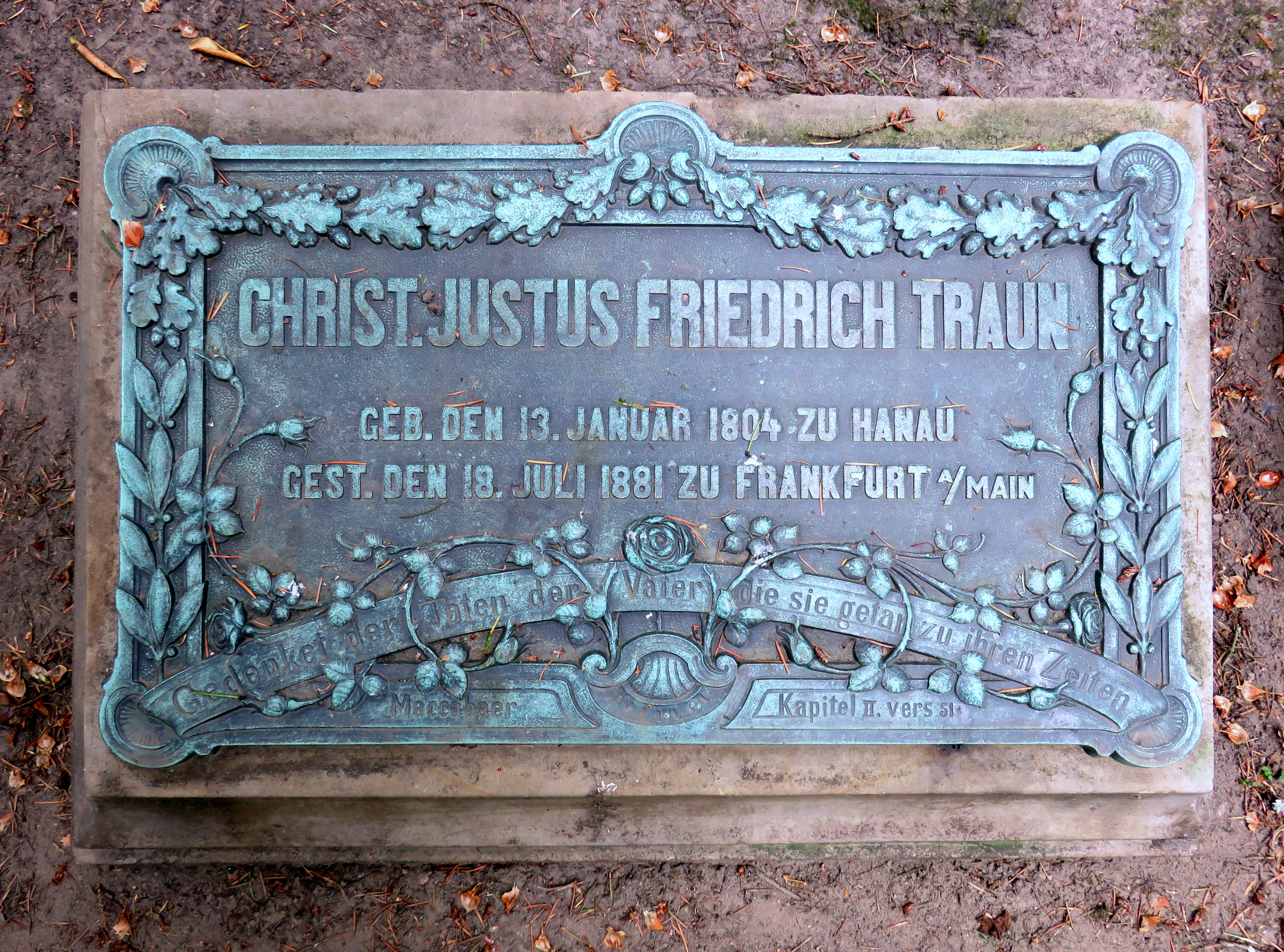
Kissenstein auf dem Familiengrab auf dem Friedhof Ohlsdorf

In der Hamburger St. Jakobikirche engagierte sich Traun von 1847 bis 1851 als Adjunkt und 1852 bis 1870 als Hundertachtziger, er war 1861 und 1862 Jurat. Traun gehörte von 1849 bis 1853 dem Gefängniskollegium, 1864 bis 1867 der Deputation für Post-, Eisenbahn- und Telegraphenwesen und 1867 bis 1870 der Verwaltung der Pensionsanstalt des Hamburger Stadttheaters an.
Traun war von 1860 bis 1865 Mitglied der Hamburgischen Bürgerschaft.
Christian Justus Friedrich Traun heiratete Bertha Meyer (1818–1863), beide wurden im Bereich der Familiengrabstätte auf dem Hamburger Friedhof Ohlsdorf im Planquadrat AC 18, 1-28, südwestlich Kapelle 7 beigesetzt.
Zum Andenken an Traun errichten dessen Söhne nach seinem Tod die Friedrich Traun Stiftung.
Der Traunweg im Hamburger Stadtteil Harburg ist Christian Justus Friedrich Traun und nachträglich auch seiner Ehefrau Bertha, einer Vorkämpferin der Hamburger Frauenbewegung, gewidmet.